# Roger Fellous
 (avril 2023).
Roger Fellous est un directeur de la photographie français, né le 4 janvier 1919 dans le 15e arrondissement de Paris et mort le 4 février 2006 à Issy-les-Moulineaux.
Il a aussi exercé les fonctions de scénariste, réalisateur et producteur. Il est le frère aîné du directeur de la photographie Maurice Fellous (1925-2015).
En 1958, Roger Fellous utilise le prototype du premier zoom pour le cinéma (35 - 140 mm) inventé par Pierre Angénieux, sur le film « Julie La Rousse » de Claude Boissol.
La même année, Roger Fellous et Maurice Fellous s'associent avec Jean Dicop (assistant du chef opérateur Armand Thirard) pour créer le zoom-scope, premier zoom français pour le cinémascope.

## Filmographie

### Caméraman - Cinéma
- 1949 : Les Vagabonds du rêve de Charles-Félix Tavano, photographie de Raymond Clunie
- 1949 : Eve et le serpent de Charles-Félix Tavano, photographie de Raymond Clunie
- 1949 : On demande un assassin de Ernst Neubach, photographie de Raymond Clunie
- 1949 : L'Atomique Monsieur Placido de Robert Hennion, photographie de Raymond Clunie
- 1952 : Cet âge est sans pitié de Marcel Blistène, photographie de Raymond Clunie
- 1952 : Un jour avec vous de Jean-René Legrand, photographie de Pierre Levent

### Directeur de la photographie - Cinéma
- 1950 : Un trou dans le mur de Emile Couzinet
- 1953 : Le Témoin de minuit de Dimitri Kirsanoff
- 1953 : Bongolo et la princesse noire de André Cauvin - Sélection officielle - Festival de Cannes 1953
- 1954 : Tourments de Jacques Daniel-Norman
- 1954 : Marchandes d'illusions de Raoul André
- 1954 : Les Clandestines de Raoul André
- 1955 : Le Crâneur de Dimitri Kirsanoff
- 1955 : Dix-huit heures d'escale de René Jolivet
- 1955 : Cherchez la femme de Raoul André
- 1955 : Une fille épatante de Raoul André
- 1956 : Les Aventures de Gil Blas de Santillane de René Jolivet et Ricardo Muñoz Suay
- 1956 : Ce soir les jupons volent de Dimitri Kirsanoff
- 1957 : Miss catastrophe de Dimitri Kirsanoff
- 1957 : Quelle sacrée soirée de Robert Vernay
- 1957 : Les Lavandières du Portugal de Pierre Gaspard-Huit et Ramón Torrado
- 1958 : Julie La Rousse de Claude Boissol
- 1958 : Chaque jour a son secret de Claude Boissol
- 1958 : Les Affreux de Marc Allégret
- 1959 : Bobosse de Étienne Périer
- 1959 : Le Fric de Maurice Cloche
- 1960 : L'Eau à la bouche de Jacques Doniol-Valcroze
- 1960 : Marche ou crève de Georges Lautner
- 1960 : Le Passage du Rhin de André Cayatte - Lion d'Or - Mostra de Venise 1960
- 1961 : Napoléon II, l'aiglon de Claude Boissol
- 1961 : Alerte au barrage de Jacques Daniel-Norman
- 1962 : La Chambre ardente de Julien Duvivier
- 1962 : Le Diable et les dix commandements de Julien Duvivier
- 1963 : L'Opéra de quat'sous de Wolfgang Staudte
- 1963 : Le Glaive et la balance de André Cayatte - Prix de la meilleure production à Gaumont, Trianon Films et Ultra Film - David di Donatello 1963 (César italien)
- 1963 : Le Train de Berlin est arrêté de Rolf Hädrich - Sélection officielle - Festival International du film de Berlin 1963
- 1964 : Jean-Marc ou la Vie conjugale de André Cayatte
- 1964 : Françoise ou la vie conjugale de André Cayatte
- 1964 : Le Journal d'une femme de chambre de Luis Buñuel - Prix de la meilleure actrice à Jeanne Moreau - Festival international du film de Karlovy Vary (République tchèque) 1964
- 1965 : La Bonne Occase de Michel Drach
- 1965 : L'Amour à la chaîne de Claude de Givray
- 1965 : Corrida pour un espion de Maurice Labro
- 1965 : Les Corsaires de Claude Barma et Claude Boissol
- 1968 : Sexyrella  de Claude Mulot
- 1969 : Un jeune couple de René Gainville
- 1970 : Heureux qui comme Ulysse de Henri Colpi
- 1970 : Teresa de Gérard Vergez - Prix de la meilleure actrice à Suzanne Flon - Festival international du film de Taormine (Sicile) 1970
- 1970 : La Rose écorchée de Claude Mulot
- 1970 : Alyse et Chloé de René Gainville
- 1971 : Chronique d'un couple de Roger Coggio
- 1971 : La Saignée de Claude Mulot
- 1973 : Les Divorcés de Louis Grospierre
- 1973 : Profession : Aventuriers de Claude Mulot
- 1974 : Le Troisième Cri de Igaal Niddam
- 1975 : Exhibition de Jean-François Davy - Sélection officielle - Perspectives du cinéma français - Festival de Cannes 1975
- 1977 : Marche pas sur mes lacets de Max Pécas
- 1978 : Embraye bidasse, ça fume de Max Pécas
- 1978 : Exhibition 2 de Jean-François Davy
- 1978 : Les Bidasses au pensionnat de Michel Vocoret
- 1979 : Exhibition 79 de Jean-François Davy
- 1979: Les Aventures de Guidon Fûté de Jean-Marie Durand
- 1979 : On est venu là pour s'éclater de Max Pécas
- 1980 : Les Nouveaux Romantiques de Mohamed Benayat
- 1980 : Mieux vaut être riche et bien portant que fauché et mal foutu de Max Pécas
- 1981 : Belles, blondes et bronzées de Max Pécas
- 1981 : Les Bidasses aux grandes manœuvres de Raphaël Delpard
- 1984 : Vivre pour survivre de Jean-Marie Pallardy
- 1985 : Cameroon Connection de Alphonse Beni
- 1986 : L'Araignée de satin de Jacques Baratier
- 1987 : L'Ange de la mort de Andrea Bianchi
- 1988 : Dark Mission : Les Fleurs du mal de Jess Franco

### Directeur de la photographie - Télévision
- 1965 : Histoire d'hommes (série télévisée), épisode Commando Grand Nord de Jean Dréville
- 1965 : Le Train bleu s'arrête treize fois (série télévisée), épisode On ne gagne qu'une fois : Cannes de Michel Drach
- 1966 : L'Île au trésor (série télévisée)  de Wolfgang Liebeneiner
- 1968 : S.O.S. fréquence 17 (série télévisée), épisodes L'Escalade et Mystérieux objets célestes de Jean Dréville
- 1973 : Le Premier Juré (série télévisée) de Roger Burckhardt
- 1973:  Le Temps de vivre, le temps d'aimer (série télévisée) de Louis Grospierre
- 1973 : Témoignages (série télévisée), épisode Un grand peintre de Raymond Barrat
- 1974 : Le Dessous du ciel (série télévisée) de Roger Gillioz
- 1975 : Typhelle et Tourteron (série télévisée) de Louis Grospierre
- 1984 : 7 sur 7, émission hebdomadaire avec Anne Sinclair, de Jean-Claude Delannoy et Jérôme Revon
- 1990 : Salut les musclés (série télévisée), épisodes de Gérard Espinasse et Jacques Samyn
- 1991 : Cas de divorce (série télévisée) de Gérard Espinasse
- 1993 : Famille fou rire (téléfilm) de Gérard Espinasse et Jacques Samyn

### Scénariste
- 1968 : Sexyrella de Claude Mulot, écrit avec Claude Mulot et Jean Larriaga
- 1968 : Trois filles vers le soleil de Roger Fellous, écrit avec Claude Mulot et Philippe Le Franc

### Réalisateur
- 1949 : Premier roman, court métrage co-réalisé avec Marcel Garand et Jacques Grassi
- 1951 : A toute heure, en toute saison, court métrage
- 1957 : Le Chat perché, court métrage
- 1958 : Le Sang de la terre, court métrage
- 1968 : Trois filles vers le soleil, long métrage (sous le pseudonyme de Roger Baumont)

### Producteur
- 1968 : Trois filles vers le soleil de Roger Fellous, co-produit avec Fritz Kretschmer
- 1971 : Mourir d'aimer de André Cayatte, co-produit avec Lucien Massé - Grand Prix du cinéma français 1970